# Pyrausta noctualis
Pyrausta noctualis là một loài bướm đêm trong họ Crambidae.